# Nathan Zsombor-Murray
Nathan Milner Zsombor-Murray (* 28. April 2003 in Montreal, Québec) ist ein kanadischer Wasserspringer.

## Erfolge
Nathan Zsombor-Murray begann im Alter von fünf Jahren mit dem Wasserspringen und gab bereits im Alter von 14 Jahren bei den Weltmeisterschaften 2017 in Budapest sein internationales Debüt für Kanada. In Lima gewann er 2019 bei den Panamerikanischen Spielen mit Vincent Riendeau im Synchronspringen vom Zehn-Meter-Turm mit Silber seine erste internationale Medaille. Beim Weltcup 2021 belegte er mit Riendeau den dritten Platz im Synchronspringen, womit sie Kanada in dieser Disziplin einen Startplatz bei den 2021 ausgetragenen Olympischen Spielen in Tokio sicherten. Diesen Platz erhielten die beiden schließlich selbst, während Zsombor-Murray auch im Einzel antreten durfte. Dort schied er mit 397,85 Punkten als 13. im Halbfinale aus. Mit Vincent Riendeau schloss er das Synchronspringen auf dem fünften Platz ab.
Sehr erfolgreich verlief für Zsombor-Murray das Jahr 2022. So sicherte er sich zunächst im Synchronspringen der Weltmeisterschaften in Budapest mit Rylan Wiens die Bronzemedaille. Bei den Commonwealth Games in Birmingham gewann er mit Wiens die Silbermedaille. Zsombor-Murray und Wiens gewannen ein Jahr darauf bei den Panamerikanischen Spielen in Santiago de Chile eine weitere Silbermedaille. Darüber hinaus belegte Zsombor-Murray im Einzel vom Zehn-Meter-Turm ebenfalls den zweiten Platz.
Da Zsombor-Murray und Wiens die Weltmeisterschaften 2024 in Doha im Synchronspringen auf dem fünften Platz abschlossen, qualifizierten sie sich für die Olympischen Spiele 2024 in Paris. Im Einzel hatte sich Zsombor-Murray bereits durch einen siebten Rang bei den Weltmeisterschaften 2023 in Fukuoka einen olympischen Startplatz gesichert. In der Einzelkonkurrenz überstand er dann auch als jeweils Zehnte die Vorrunde und das Halbfinale. Im Finale erhielt er eine Gesamtpunktzahl von 404,90 Punkten und schloss den Wettkampf damit auf dem zehnten Platz ab. Im Synchronspringen erzielte er mit Rylan Wiens in den insgesamt sechs Sprüngen 422,13 Punkte. Damit gewannen sie hinter dem siegreichen chinesischen Duo Lian Junjie und Yang Hao, die sich mit 490,35 Punkten die Goldmedaille sicherten, und den mit 463,44 Punkten zweitplatzierten Briten Tom Daley und Noah Williams als Dritte die Bronzemedaille.